# إريك تي أولسون
إريك تي أولسون (بالإنجليزية: Eric T. Olson) هو ضابط أمريكي، ولد في 24 يناير 1952 في تاكوما في الولايات المتحدة.

## معرض صور

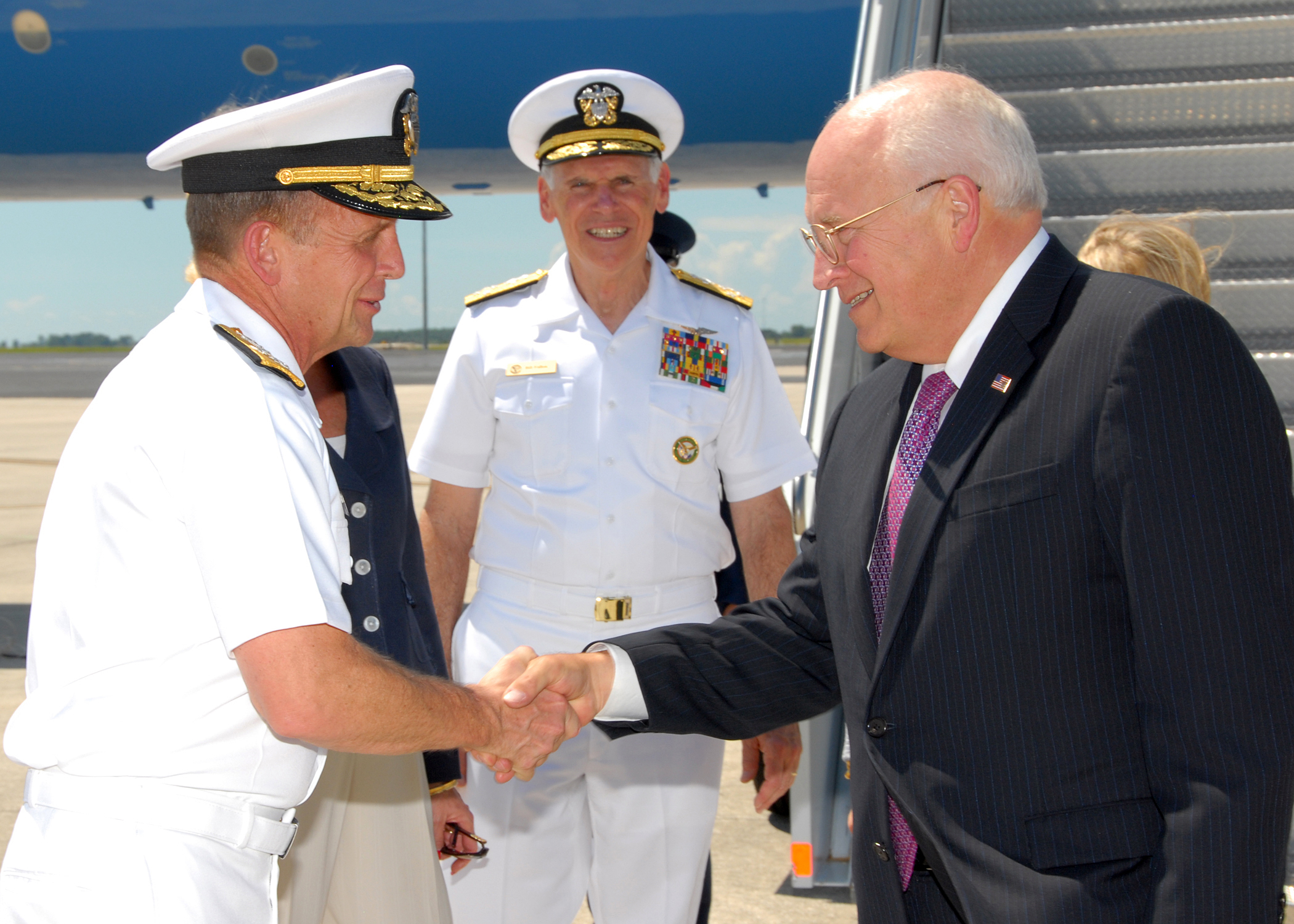
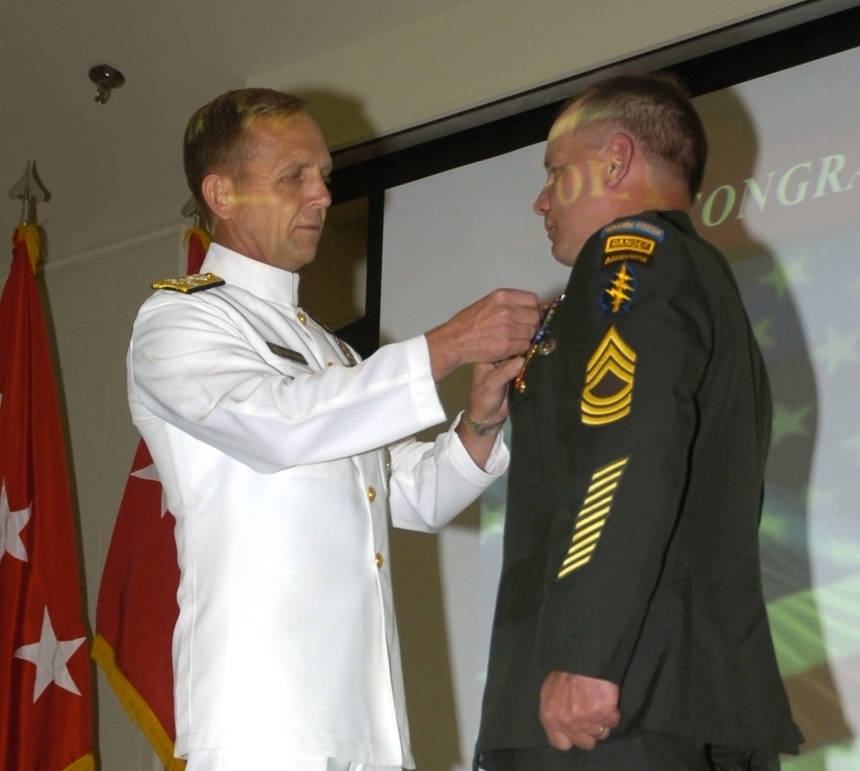
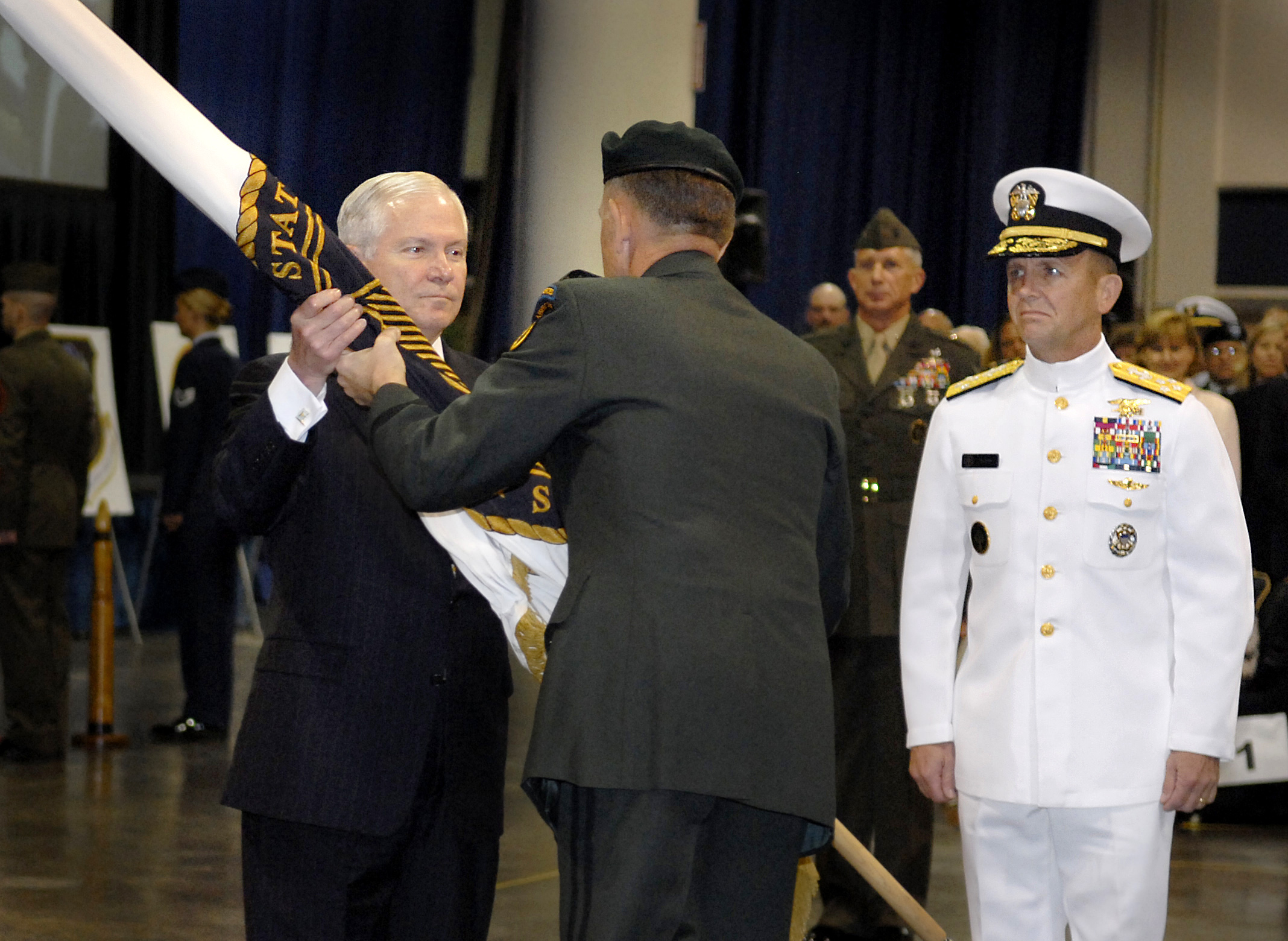
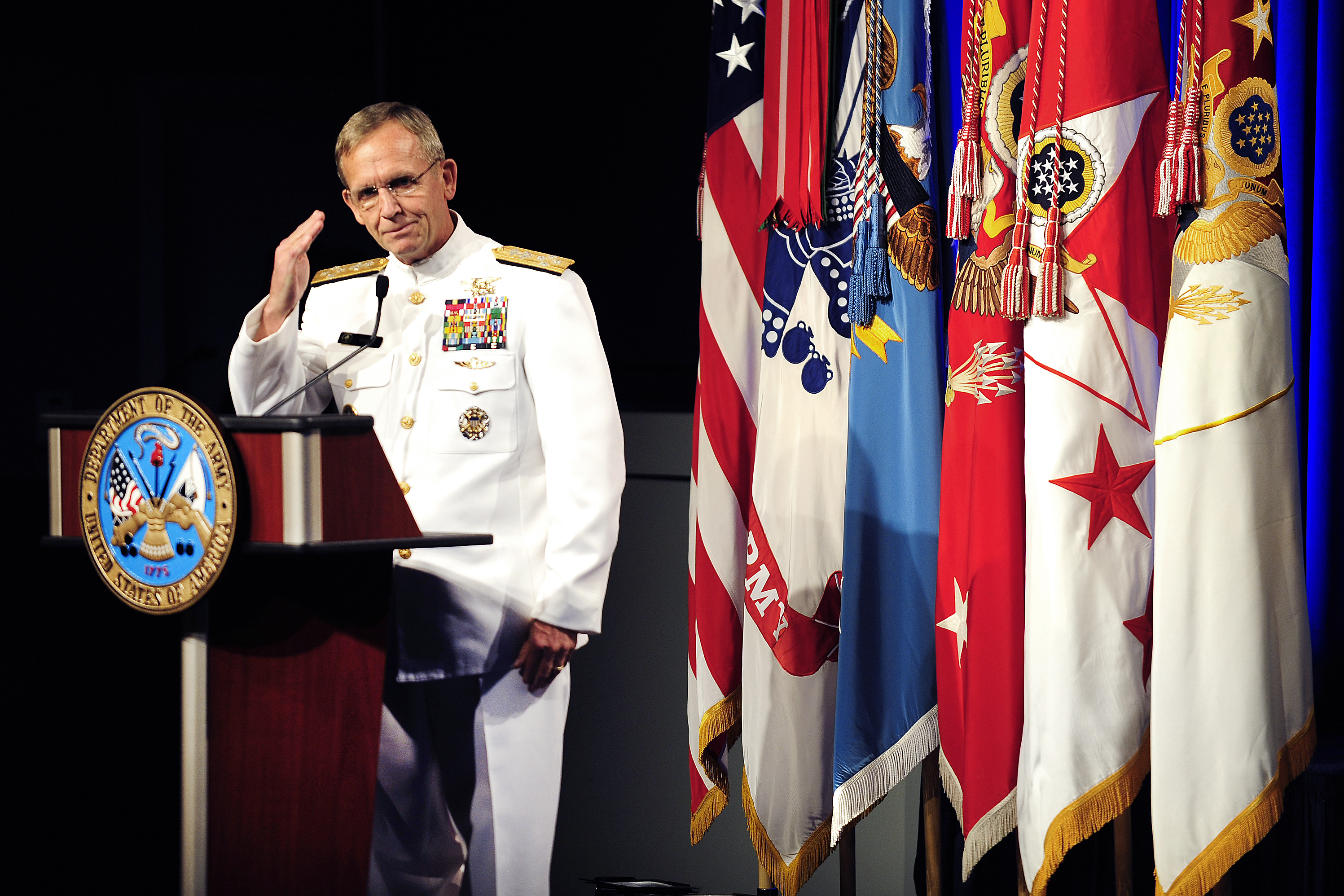